# Raniji Shu
Veliki Shu (kineski: 大蜀, pinyin: Dàshǔ) odnosno Han (漢, Hàn), koja se u kineskoj historiografiji retroaktivno naziva Raniji Shu (前蜀, Qiánshǔ) je država koja je postojala u današnjoj jugozapadnoj Kini u periodu neposredno nakon pada dinastije Tang, odnosno predstavljala jedno od Deset kraljevstava. Njen osnivač je bio general Wang Jian kojega je 891. godine dinastija Tang imenovala za upravitelja zapadnog Sečuana. Koristeći slabost središnje vlasti svoju je teritoriju proširio na istok, ad bi 903. godine uspio ishoditi status nasljednog vladara vazalne države dinastije Tang. Kada je suparnički gospodar rata Zhu Wen 907. godine svrgnuo Aija, posljednjeg cara dinastije Tang i proglasio novu dinastiju Kasniji Liang, Wang Jian je to odbio priznati i umjesto toga je sebe proglasio carem nove države sa sjedištem u Chengduu. Zahvaljujući Wang Jianovoj diplomatskoj i vojničkoj sposobnosti, država je uspjela očuvati nezavisnost od Kasnijeg Lianga. Situacija se, pak, promijenila kada je Wang Jiana naslijedio njegov nesposobni sin Wang Yan, odnosno kada je 923. dinastiju Kasniji Liang na sjeveru Kine svrgnula dinastija Kasniji Tang. Trupe Kasnijeg Tanga su 925. god. poduzele pohod na Sečuan u kojemu je Država Shu okupirana. No, središnja vlast na tom području se nije dugo održala i već 934. god. je osnovana nova država, u historiografiji poznata kao Kasniji Shu.

## Vladari
| Hramsko ime                             | Postumno ime  | Prezime i osobno ime | Godine vladavine | Prijestolno ime s godinama trajanja |
| --------------------------------------- | ------------- | -------------------- | ---------------- | --- |
| Konvencionalno kineski: prezime, pa ime |               |                      |                  | |
| 高祖 Gao Zu                             | ne koristi se | 王建 wang jian       | 907. – 918.      | Tianfu (天復 tian fu) 907. Wucheng (武成 wu cheng) 908. – 910. Yongping (永平 yong ping) 911. – 915. Tongzheng (通正 tong zheng) 916. Tianhan (天漢 tian1 han) 917. Guangtian (光天 guang tian) 918. |
| 後主 Hou Zhu                            | nema          | 王衍 wang yan        | 918. – 925.      | Qiande (乾德 qian2 de2) 918. – 925. Xiankang (咸康 xian kang) 925. |